# Fraugde Kirke
Fraugde Kirke er en middelalderlig kirke i Odense-bydelen Fraugde.
Kirken var i middelalderen viet til Skt. Laurentius og er nævnt første gang 1239, da pave Gregor IX gav aflad til den. Der blev løbende givet aflad til kirken igennem 1300-tallet og det tidlige 1400-tal.
Kirken blev lagt til provsterne ved Vor Frue Kirke 1317, og denne kirke betjente herefter Fraugde. Den overgik til Kronen efter reformationen 1536, men beholdt en tilknytning til Vor Frue Kirke frem til 1674, da Fraugde Kirke blev solgt til Anne Margrethe Gøtzen, der straks solgte den videre til Christoffer Pedersen Balslev til Fraugdegård. Herefter lå kirken til den nærliggende herregård frem til 1853, da R. C. Langkilde erhvervede den, og denne familie beholdt kirken indtil overgangen til selveje 1913.

## Bygning
Kirken er i sin kerne en romansk kvader- og kampestensbygning fra 1100-tallet med apsis i øst. Over de følgende 200 år blev der foretaget mindre ændringer af kirken i tegl, blandt andet blev gavltrekanterne udskiftet og apsiden fik hvælv.
I senmiddelalderen blev bygningen væsentligt forandret. Der opførtes et våbenhus mod syd (ud for skibets andet fag fra øst). Herefter blev koret o. 1420-30 overhvælvet, så blev skibet forlænget mod vest og overhvælvet i. 1445-55. Næste skridt var nok opførelsen af den søndre korsarm og derefter den nordre, inden tårnet sluttelig blev opført i vest. I 1600-tallet blev der etableret gravkrypter under begge korsarme.

## Kalkmalerier
Kirken rummer kalkmalerier fra tiden o. 1200 til det tidlige 1800-tal, som er blevet opdaget lidt ad gangen. 1934 fremkom flere senmiddelalderlige viekors. De romanske malerier blev opdaget 1974 under en indvendig kalkning og flere billeder blev fremdraget de følgende år, 1975-77. 1998 opdagedes et våbenskjold i våbenhuset for Andreas Michael Ali Sehested (kirkeejer 1822-50).
De senromanske kalkmalerier fra o. 1200 findes i korbuen og på triumfmurens vestside. Malerierne tilhører en lille gruppe af beslægtede malerier, som også omfatter arbejder i Sanderum Kirke og Sønder Nærå Kirke. Billederne er fragmentariske, men det eksisterende er i meget velbevaret. Under korbuen ses en psykomaki (kamp mellem godt og ondt). Den viser en kriger med hjelm og tunika der hæver et spyd mod en sammenkrøbet skikkelse. Mod nord ses Isaks ofring.
På triumfmuren er der malet billeder i to vandrette storfriser, hvoraf kun den nedre frise er bevaret i genkendelig stand. Her ses en række siddende mænd (tre på hver side af bueåbningen), der alle bærer kroner. De to figurer nærmest korbuen, en på hver side, kan genkendes som (muligvis) præstekongen Melkizedek mod syd og patriarken Abraham mod nord. De siddende mænd må derfor forstås som et udvalg af De 24 Ældste, der sidder samlet omkring Kristus på tronstole i lovsang (Åb. 4,4).
Det samlede program for udsmykningen lader sig ikke længere sikkert bestemme, eftersom store dele af udsmykningen er gået tabt. Intentionen synes dog at være, at lade triumfvæggen med åbningen ind til det helligste (koret) fremstå som en eskatologisk vision centreret om det krucifiks, der har hængt i buens åbning. I det lys har vangernes to scener berettet om korsofferets belønning.

## Inventar
Kirkens ældste inventarstykke er den romanske granitdøbefont udsmykket med fire fremspringende mandshoveder på kummen. Fra senmiddelalderen er bevaret et smukt korbuekrucifiks, o. 1525, med Kristus hængende dybt i armene og lændeklædet blafrende om hofterne. Biskop Jacob Madsen noterede 1590 at det opsat foran triumfbuen i forlængelse af kirkens Helligkorsalter og bad om, at korset blev fjernet fra denne plads. Alterstagerne er sengotiske, fra cirka 1550.
En efterreformatorisk nyindretning synes påbegyndt i tiden frem mod 1600. Prædikestolen er således udført o. 1575 og er et typisk renæssancearbejde med arkadefyldinger og fremskudte hjørner med søjler. I arkadefelterne er malerier af apostlene Filip, Bartholomæus, Mattæus og Thomas. Borchardt Jensen Quelligmeyer Gelgeters klokke er støbt 1590, og både pengeblokken er fra tiden o. 1600. Det samme gælder i øvrigt den store baldakinaltertavle, men denne er først anskaffet 1672 og overtaget fra Vor Frue Kirke, Odense (se ejerforhold ovenfor). I altertavlen er nu indsat malerier af Rudolf Rud-Petersen fra 1931, der forestiller Det Store Festmåltid. Altertavlen er i øvrigt delvis udført ved genanvendelse af materiale fra en senmiddelalderlig altertavle og der er bevaret fragmenter af malerier forestillende Gud Fader, Skt. Eligius og en kvindelig helgen på bagsiden.
De forhenværende altermalerier opbevares på orgelpulpituret (fra 1771). Forrest i skibet er to herskabsstole indrettet 1637 af Claus Daa og Ingeborg Parsberg til Fraugdegård. De øvrige stole er fra cirka 1650.
Kirkens altersølv er udført af Jesper Hansen Rust, Odense, i 1684. og skænket af Christoffer Balslev og Karen Riisbrigh til Fraugdegård. Parrets datter, Birgitte Balslev, skænkede oblatæsken 1707 sammen med sin anden ægtefælle Christian Bircheroed. Kirkens tårnur er signeret "NCS 1761"; en tårnurmager, der også kendes fra uret i Marslev Kirke. Alterskranken er udført i barokstil af kunstsmed Hans Rasmussen, Hudevad, 1954.

## Gravminder
Ved kirken er en romansk gravsten, der blev fundet under våbenhusets gulv og nu er opstillet som skulptur på kirkegården. Inde i selve kirken er fem gravsten, hvoraf de tre dog blot er fragmenter og henstillet i den nordre gravkrypt.
Mest fremtrædende er dog de gravkapeller, der blev indrettet i kirken. Nordre korsarm blev således indrettet til kapel for Peder Marsvins familie, og det overdådige sandstensepitafium fra 1620 er fortsat opsat der. Epitafiet er måske et jysk arbejde, idet det er et beslægtet arbejde i Sevel Kirke over Kjeld Juel. Marsvinkapellet blev sløjfet 1797 og korsarmen omdannet til gravkapel for admiral Frederik Christian Kaas og hustru Christine Elisabeth Birgitte Kaas, hvis sarkofager står i rummet sammen med førstnævntes søster, Sophie Kaas' kiste. Kapellet adskilles fra kirken af et støbejernsgitter fra 1709. Dette blev imidlertid oprindelig udført til det gravkapel, biskop og kirkeejer Thomas Kingo lod indrette til sin familie i søndre korsarm. Her er fortsat biskoppens og hustru Birgitte Balslevs pragtkister og et barokt sandstens- og marmor epitafium udført 1703 af Thomas Quellinus. Under begge korsarme er der gravkrypter knyttet til de to kapeller. Flere indskriftsplader og kistebeslag fra krypternes kister er nu ophængt i korsarmene.
I det forhenværende våbenhus (der nu tjener som sakristi), lod kirkeejer Andreas Ali Michael Sehested i årene frem mod 1850 indrette et gravkapel for sig og sin familie (jf. kalkmalet våbenskjold ovenfor). Dette blev sløjfet 1901.

## Gravsteder
- Den folkekære forfatter Morten Korch ligger begravet på kirkegården.
- Biskop og salmedigter Thomas Kingo ligger også begravet her.

- Fraugde Kirke fra syd
- Fraugde Kirke fra øst
- Fraugde Kirke fra nordøst

- Fraugde Kirke fra vest
- Fraugde Kirkes alter
- Fraugde Kirkes alter

- Fraugde Kirkes kors
- Fraugde Kirkes orgel
- Fraugde Kirkes kirkeskib

- Fraugde Kirkes døbefont
- Fraugde Kirkes prædikestol
- Gravkapel i Fraugde Kirke

- Gravkapel i Fraugde Kirke

## Kalkmalerierne i Fraugde kirke
Der er for få eller ingen kildehenvisninger i denne artikel, hvilket er et problem. Du kan hjælpe ved at angive troværdige kilder til de påstande, som fremføres i artiklen.

Kalkmalerier af helt enestående karakter og med et motiv der er unikt i dansk kalkmaleri. Dette og intet mindre er, hvad der smykker triumfvæggen i Fraugde kirke. Malerier der i motivvalg, bevaringsgrad og kunstnerisk udtryk hæver sig over, hvad man kan forvente at finde i den danske landsbykirke.
Til tider spiller tilfældets held og tidens gunst sammen, og virkelige skatte kommer til syne. Billeder der agerer som rejsende budskaber i tiden, kan bringe fortiden til live.
Sådan er det med de romanske kalkmalerierne i Fraugde kirke. Det er svært at forestille sig, at der er noget tilbage af den romanske billedudsmykning i en så udpræget gotisk korskirke, som Fraugde er endt med at være. Men heldet var til stede en efterårsdag, midt i 70’erne.
I efteråret 1974 skete det vidunderlige og et væld af figurer, ornamenter og farver kom til syne. Farverne blå og grøn, hvor førstnævnte i sin tid var mere dyrebar end guld, var brugt i et sjældent omfang. Den blå farve består af den knuste stenart lapis lazuli, mens den grønne farve er en såkaldt saltgrøn, som er en farve der udvindes af kobberplader, honning, salt og eddike eller urin. Disse kostbare farver var i Fraugde kirke blevet anvendt i et langt større omfang, end det normalt var praksis i romansk udsmykning.
Ved et lykketræf var alle lag i kalkmalerierne bevaret. Mange steder i maleriet fremstod klædefolder, øjne og andre detaljer knivskarpt, hvilket glædeligvis stadig er tilfældet. Desværre er de romanske kalkmalerier i dag oftest kun bevaret, som en bleg afvasket figur uden mange detaljer.
Det motiv der skal berettes om i denne artikel, er den nederste frise på triumfvæggen i Fraugde kirke.
De motiver der er fremdraget, forestiller ”de 24 ældste”. Motivet stammer fra Johannes’ Åbenbaring kap. 4, 7 og 14, hvor de 24 ældste er placeret foran Guds trone mens de lovsynger Herren med sang og spil.
Der er flere grunde til at netop dette motiv er særdeles interessant at undersøge. Først og fremmest er afbildningen af de 24 ældste det eneste, som er lokaliseret i kalkmalerier i Danmark indtil dato. Et andet aspekt, der ligeledes gør kalkmalerierne i Fraugde til noget helt exceptionelt, er afbildningen af musikinstrumenter. Der er i Fraugde bevaret 3 instrumenter og da fund af musikinstrumenter i kalkmalerier fra denne periode ellers er særdeles usædvanlige, indtager instrumenterne i Fraugde en særstilling.
Der er i alt bevaret 3 ”ældste” med musikinstrumenter på triumfvæggen. På nordsiden er den ene placeret ved siden af Abraham, se billedet, og på sydsiden er de 2 andre placeret ved siden af en uidentificerbar person, der bærer en scepterlignende stav. Abraham, på nordsiden, er identificeret ud fra det klæde han sidder med i sit skød, hvor sjælene ser op fra og personen er kronet med en glorie.
Der er med meget stor sandsynlighed flere personer bag de gotiske hvælv, som er blevet indmuret senere i middelalderen.
Den ældste på nordsiden sidder med et 8-tals formet instrument med 3 strenge. Den højre hånd fatter i et overhåndsgreb om halsen på instrumentet, mens venstre hånd anes svagt ved underkanten af instrumentet. Selve instrumentet er en art fedel. En fedel er normalt et strygeinstrument, men der er ikke spor efter bue og håndteringen tyder derfor på, at motivet ikke skal tolkes som er en musicerende positur, men snarere som en instrumental attribut.
På sydsiden sidder den bedst bevarede af de ældste med et dråbeformet instrument med 3 strenge. Her ses altså en klar afbildning af en musicerende person. Venstre hånd fatter om halsen og i højre hånd ses en bue der hviler på strengene. Instrumentet er en form for rebec.
Den sidste af de ældste sidder sydligst på sydsiden. Denne person er kun fragmentarisk bevaret, idet det senere opførte hvælv dækker dele af figuren. Instrumentet hvorpå figuren spiller, er en harpe. Harpen er af en lille type. Harpens fortræ støtter mod brystkassen af den ældste og vender mod figurens højre hånd, som antagelig slår på strengene, men disse er dog ikke bevarede.
De 3 instrumenter er alle kendt fra den romanske periodes kilder. Den nærmeste parallel til instrumenterne i Fraugde kirke, findes i Gamborg kirke, også på Fyn, hvor en stenkvader er udsmykket med en figur af en engel der spiller på et stort rebec-formet instrument.
Der findes ligeledes billeder og skulpturer med instrumenter fra romansk tid på Djursland, Nordsjælland og i Skåne. Men der er ingen af disse instrumenter der indgår i en afbildning af ”de 24 ældste”.
Motivet med ”de 24 ældste” er muligvis hovedårsagen til, at Fraugde kirkes kalkmalerier kommer op på et internationalt plan. For at finde motiver der kan have givet inspiration til Fraugdes malerier, må vi se til Frankrig og Italien.
I de tidligste billeder af ”de 24 ældste” ses ingen musikinstrumenter. Instrumenterne optræder først i det 8.-9. århundrede e. Kr og fremefter. Instrumenterne optræder ofte i såkaldte manuskripter med kommentarer og betragtninger til apokalypsen.
I disse manuskripter bliver instrumenterne anvendt af de ældste, dels som decideret musicerende redskab og dels som en attribut eller offergave. De ældste holder i nogle tilfælde en skål eller kar i den anden hånd, en opstilling der genfindes i apokalypsen.
Der er meget få kalkmalerier af de ældste bevaret, et eksempel herpå er i Saint Martin i Thevet i Frankrig. Her er 8 af de ældste bevaret og hos disse figurer ses skåle på lange stager og strengeinstrumenter. I Montmorillon, ligeledes i Frankrig, er et kalkmaleri fra omkring år 1200 bevaret. Det viser 2 ældste vendt mod hinanden med en genstand på en lang stage og med en trestrenget rebec, der holdes som attribut.
Der findes yderligere afbildninger af de ældste i kirker og klostre i Frankrig og Spanien. I de udsmykninger der ses udenfor Danmark synes det at være tilfældet, at kalkmalerier og manuskripter afbilleder det samme instrument hos alle de ældste, hvorimod stenskulpturere fremviser større variation i instrumenter og skåle/kar.
Der er ikke fundet spor efter skåle eller kar på malerierne i Fraugde, men det kan ikke afvises at der har været sådanne. Motiverne i Fraugde har en del variation i detaljerne.
Over frisen med de ældste ses der spor efter et bånd, hvori der har været en indskrift. Det har desværre ikke været mulig at skelne mere end et par majuskelbogstaver, og ingen ord kan længere læses. Det ville have været virkelig interessant at vide, hvad disse indskriftioner har haft at berette.
Hvordan er inspirationen til netop denne udformning af kalkmalerierne kommet til Fraugde? Det er selvfølgelig ikke muligt, at komme frem til hele sandheden bag dette spørgsmål. Men mon ikke at vi skal rette blikke mod det mægtige benediktinske Skt. Knuds kloster og den omkring år 1158 bispeviet biskop Simon, inde i Odense.
Biskop Simon var støtte og god ven til ærkebispen Eskil i Lund og støttede dennes kirkepolitik. Eskil var i landflygtighed 1161-1167 i Frankrig. Under sin landflygtighed var Eskil en nær ven af Bernhard af Clairvaux og havde kontakt til de øverste kirkelige lag. I dette anes muligvis en forbindelse til den fransk inspirerede kalkmaleritradition, som så åbenlys genfindes i Fraugde kirkes udsmykning.
Malerierne må formentlig være udført med Skt. Knud klosterets viden og har muligvis fungeret som en prøve til udsmykningen af Odense Domkirke. Men det er særdeles nærliggende at forestille sig Fraugdes fremmede kalkmalerier, som en manifestation af den sejrende franske forbindelse gennem Biskop Simon.
Vi står i dag tilbage med kun få brudstykker af den romanske kirke indretning i Fraugde. Malerierne er det fornemmeste vidnesbyrd, men døbefonten og kragbåndene hvor korbuekrucifikset har været placeret, er også vigtige dele af den romanske udsmykning.
Det romanske kirkerum i Fraugde har været et, der i høj grad har været særdeles anderledes end det kirkerum vi ser i dag. Rummet har stået med bjælkeloft og der har været en eksplosion af farver og figurer på alle vægge. Vinduerne har været små, rundbuede og højt placeret på væggene. Kirkerummet har været mørkt og en duft af røgelse har hængt tungt i luften. De levende lys har blafrede og næsten gjort alle de malede figurer levende og nærværende for hen ved 800 år siden.
Vi som tilskuer er ufattelige heldige, at noget af denne verden er overleveret til os gennem så pragtfulde malerier, som dem der smykker Fraugde Kirke.

## Eksterne kilder og henvisninger
- Wikimedia Commons har flere filer relateret til Fraugde Kirke
- Artikel til Fraugde kirkeblad 2007
- Fraugde Kirke Arkiveret 31. januar 2011 hos  Wayback Machine hos nordenskirker.dk
- Fraugde Kirke Arkiveret 19. september 2015 hos  Wayback Machine hos KortTilKirken.dk
- Fraugde Kirke Arkiveret 9. februar 2018 hos  Wayback Machine hos danmarkskirker.natmus.dk (Danmarks Kirker, Nationalmuseet)